# Gai Valeri Flac (escriptor)
Gai Valeri Flac (en llatí Caius Valerius Flaccus) va ser un escriptor romà del segle i. Formava part de la gens Valèria i era de la família dels Flac.
Tot el que es coneix d'aquest autor és a través del seu amic Marc Valeri Marcial. Diu que era nadiu de Pàdua, que en el pròleg de la seva obra exposava que la dedicava a Vespasià i que la va publicar quan Titus acabava la conquesta de Judea. A partir d'una nota de Quintilià, es dedueix que hauria mort cap a l'any 88. Alguns autors diuen que formava part del col·legi sagrat dels quindecemvirs, però no hi ha prou elements per saber-ho del cert.
Només es conserva una obra seva, un poema heroic inacabat en vuit llibres sobre l'expedició dels argonautes, l'Argonautica, que segueix la mateixa disposició que l'obra d'Apol·loni de Rodes, i fins i tot tradueix literalment alguns dels seus passatges. Introdueix noves aventures i més acció en el viatge dels herois. L'obra s'interromp bruscament al llibre vuitè, quan Medea li demana a Jàson de ser la seva companya en el viatge de tornada. Se suposa que l'obra sencera hauria ocupat tres o quatre llibres més, però no se sap si va morir i la va deixar inacabada o bé si s'han perdut la resta de llibres.